# Шади, Абделькадер
Абделькаде́р Шади́ (араб. عبد القادر شادي‎; род. 12 декабря 1986, Сетиф) — алжирский боксёр, представитель лёгкой, полулёгкой и первой полусредней весовых категорий. Выступает за сборную Алжира по боксу начиная с 2005 года, двукратный чемпион Всеафриканских игр, чемпион Средиземноморских игр в Мерсине, чемпион Африки, победитель и призёр турниров международного значения, участник трёх летних Олимпийских игр.

## Биография
Абделькадер Шади родился 12 декабря 1986 года в городе Сетифе, Алжир.
Дебютировал на международной арене в 2003 году, выступив на чемпионате мира среди кадетов в Бухаресте.
В 2005 году вошёл в основной состав алжирской национальной сборной и побывал на чемпионате мира в Мяньяне, где уже на предварительном этапе был побеждён американцем Марком Дэвисом.
Первого серьёзного успеха на взрослом международном уровне добился в сезоне 2007 года, когда одержал победу на чемпионате Африки на Мадагаскаре и на домашних Всеафриканских играх в Алжире.
Благодаря череде удачных выступлений удостоился права защищать честь страны на летних Олимпийских играх 2008 года в Пекине — в категории до 57 кг выиграл здесь у тайца Сайлома Ади, но затем в четвертьфинале со счётом 6:13 потерпел поражение от турка Якупа Кылыча.
В 2011 году занял первое место на чемпионате Африки в Камеруне, выиграл бронзовую медаль на Всемирных военных играх в Рио-де-Жанейро, выходил на ринг мирового первенства в Баку. Начиная с этого времени регулярно принимал участие в матчевых встречах полупрофессиональной лиги WSB, где представлял команду «Алжирские пустынные ястребы».
Находясь в числе лидеров алжирской национальной сборной, благополучно прошёл отбор на Олимпийские игры 2012 года в Лондоне — на сей раз боксировал в лёгком весе и уже в стартовом поединке был остановлен турком Фатихом Келешем.
После лондонской Олимпиады Шади остался в основном составе боксёрской команды Алжира и продолжил принимать участие в крупнейших международных турнирах. Так, в 2013 году он одержал победу в первой полусредней весовой категории на Средиземноморских играх в Мерсине, побывал на чемпионате мира в Алма-Ате, где проиграл узбеку Санжарбеку Рахмонову.
С 2014 года выступал на турнирах чемпионата AIBA Pro Boxing.
В 2015 году добавил в послужной список награду золотого достоинства, полученную на Всеафриканских играх в Браззавиле.
Боксировал на Олимпийских играх 2016 года в Рио-де-Жанейро — в первом же поединке был побеждён местным бразильским боксёром Жоэдисоном Тейшейрой.